# Langues en Lituanie
La langue officielle de la Lituanie est le lituanien, qui est la langue maternelle de 85 % de la population du pays et est parlée par 96 % d'entre eux. Par ailleurs, le russe est la langue maternelle de 4,5 % de la population du pays et est parlée par 80 % d'entre eux.
Le russe qui, était langue officielle à l'époque soviétique, est parlé ou compris comme seconde langue par de nombreux adultes, alors que les jeunes se tournent vers l'anglais.
Les Polonais représentent la première minorité nationale de Lituanie : 6,7% des Lituaniens, soit 250 000 personnes environ, font partie de cette minorité. Ils sont concentrés à l'Est du pays, autour de Vilnius, et continuent de parler leur langue.

## Statistiques diverses
Selon l'Eurobaromètre spécial no 386 intitulé Les européens et leurs langues de la Commission européenne lors duquel ont été sondés un millier de lituaniens en 2012, parmi les langues que les sondés parlent suffisamment bien pour avoir une conversation, le russe arrive premier avec 80 % et l'anglais second avec 38 %. En outre, l'anglais est la langue, autre que leur langue maternelle, parmi deux langues à citer, la plus utile pour leur développement personnel, avec 66 % de citation, suivi du russe avec 62 % ; les autres langues étant peu citées. Toujours selon eux, mais pour leurs enfants, l'anglais progresse à 95 % et le russe régresse à 49 % ; les autres langues étant également peu citées.
Les gens scolarisés avant 1992 parlent généralement couramment le russe, car du temps de l'URSS le russe était une langue obligatoire. 
L'anglais progresse très fortement chez les jeunes avec 80 % de maitrise entre 15 et 19 ans, tandis que le russe régresse depuis 80 % chez les plus de 30 ans à 40 % chez les 15-19 ans.
Jadis langue importante, avant 1945, le yiddish ne serait plus parlé que par quelques dizaines de personnes d'ascendance juive. 
L'allemand reprend de l'importance depuis 1992, et il est la langue étrangère qui arrive en troisième position, après l'anglais et le russe.   
- Langues des sites internet en ".lt" (2016)[6] : lituanien 80 %, anglais 19 %.
- Langues de consultation de Wikipédia (2013) : anglais 44 %, lituanien 42 %, russe 10 %.
- Langues d'interface de Google Lituanie[7] : lituanien.